# Giochi Isolimpici

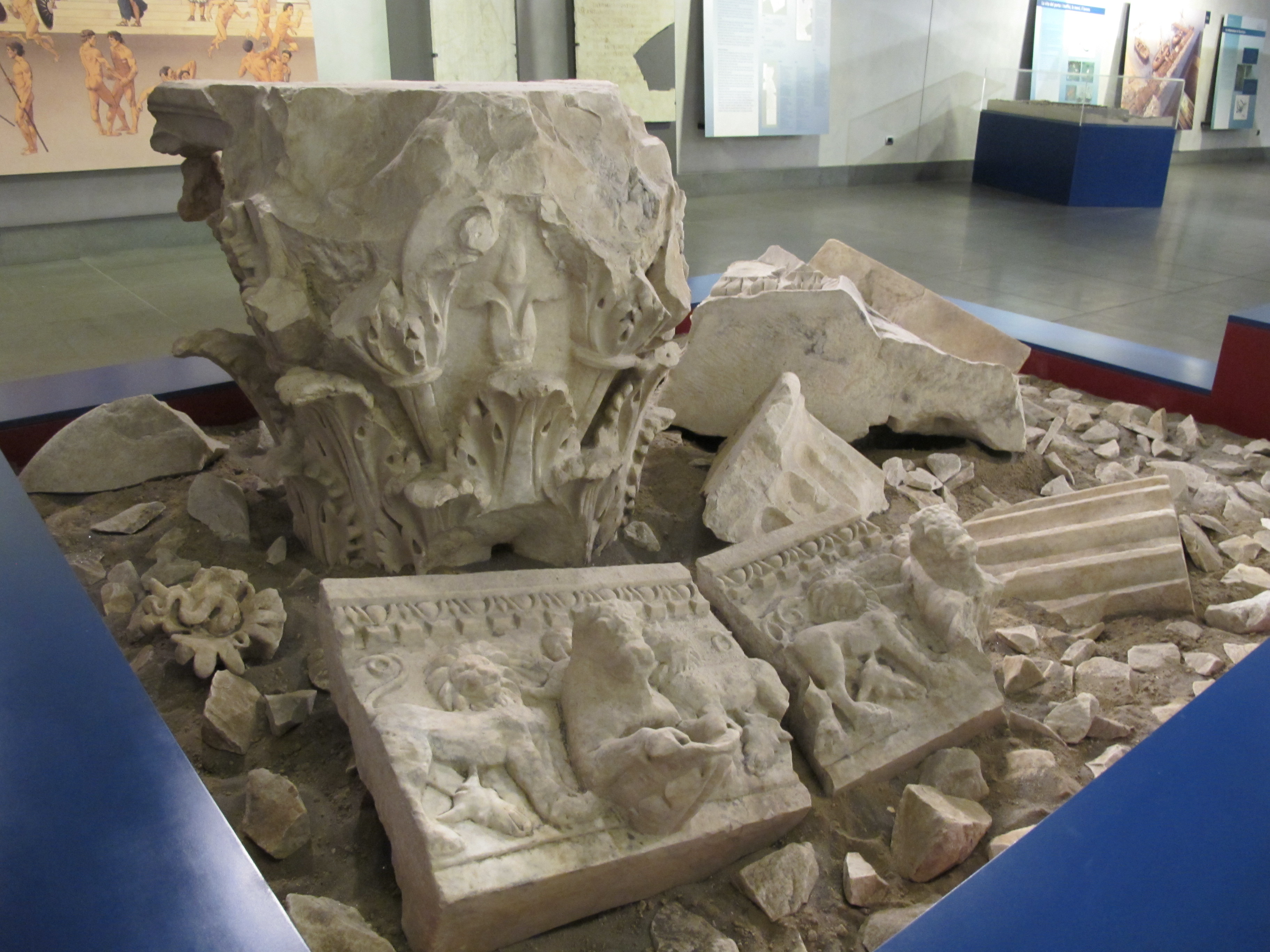
Il Tempio dei giochi Isolimpici.

I Giochi Isolimpici o Italikà Romaia Sebastà Isolympia furono delle celebrazioni atletiche e religiose, istituite a Napoli presumibilmente nel 2 d.C in onore dell'imperatore Augusto.

## Competizioni
I giochi, infatti, come i giochi olimpici antichi, si svolgevano ogni quattro anni, duravano cinque giorni, tra la fine di luglio e l'inizio di agosto e comprendevano specialità quali: lo stadio, il diaulo, il dolico, l'oplitodromia, l'apobate, il pentathlon, la lotta, il pugilato, il pancrazio, lo stadio (riservato alle figlie dei buleuti), diaulo e tagmaesso per i fanciulli e la corsa dei carri. Inoltre, erano previste anche gare di recitazione, di musica e di canto come: suonatori di tromba, di cetra, di flauto e pantomimi.
Cassio Dione riporta:
(Cassio Dione, Storia romana, LV, 10,9)
I concorrenti, in larga parte originari dell'Asia Minore,
dell'Egitto, della Grecia continentale, di Cipro e della Tracia e intenzionati a gareggiare, dovevano presentarsi a Neapolis non meno di trenta giorni prima della manifestazione e riportare agli agonoteti (rivestirono la carica gli stessi imperatori Tito, Domiziano e forse Vespasiano, ma anche politici di rango senatorio e consolare): il loro nome completo (secondo l'onomastica romana, chrematizein, se cittadini o il nome proprio seguito dal patronimico, patrothen, se stranieri), la patria (patris), la disciplina prescelta (agonisma) e la classe d'età (kata ten krisin, i fanciulli forse dai 12 ai 17 anni, i giovani dai 17 ai 20 anni e gli uomini dai 20 anni in poi). Inoltre, gli atleti erano divisi in categorie speciali, come quella dei Klaudianè Krisis o "categoria Claudiana" e quella dei Sebastè Krisis o "categoria Augusta" (in onore rispettivamente degli imperatori Claudio e Augusto), entrambe probabilmente non riservate ai soli fanciulli e venivano distinti anche in politai e xenoi, cioè cittadini e stranieri. Gli atleti che si presentavano oltre la data di iscrizione dovevano giustificare il loro ritardo pena squalificazione, multa o addirittura una condanna alla fustigazione, mentre erano previsti dei rimborsi agli atleti che avevano sostenuto delle spese; infatti i finanziamenti dei giochi erano di competenza della liturgia ed erano imposte a turno sui cittadini ricchi.
Gli agonoteti erano coadiuvati dal ginnasiarca, il quale aveva il compito di dirigere il ginnasio, dall'xystarches (a capo di un'associazione 
di atleti che frequentavano il ginnasio e scelto dall'imperatore tra gli ex-atleti, soprattutto pancraziasti, lottatori e corridori, divenendo anche una carica ereditaria), i mastigofori (uomini armati con delle verghe con il compito di mantenere l'ordine pubblico) e l'eisagogeus (membro di 
un collegio di magistrati eletti a sorte, spesso in carica sotto l'agonotesia del padre ed era un "introduttore, presentatore" di un concorso sportivo). Inoltre, tra le gare atletiche/ippiche e quelle artistiche, si svolgevano una processione verso il Cesareo e il sacrificio di cento buoi offerto dagli artisti e di altri animali da parte della città.
Alla fine delle gare gli agonoteti distribuivano i premi: una corona di spighe per i vincitori delle gare ippiche e atletiche (che veniva trasportata nel ginnasio con una cerimonia solenne) o somme di denaro, che in alcuni casi potevano raggiungere anche le 4.000 dracme, per i vincitori delle gare artistiche; in caso di pareggio, ossia una gara hierà (dedicata alla divinità), o quando nessun atleta ha disputato un incontro, gli agonoteti consacravano le corone nel ginnasio. La data dell'ultima edizione è ignota, ma le celebrazioni
continuarono almeno fino al III-IV secolo.

## Vincitori
- Flavia Thalassìa di Efeso
- Aimilia Rekteina
- Tryphosa, Hedea e Dionysia, figlie di Hermesianax di Tralles
- Seia Spes
- Tito Flavio Euante
- Tito Flavio Zosimo
- Nikegora
- Polygnota di Tebe